# Žagolič
Žagolič é uma vila localizada no município de Ajdovščina na Eslovênia. Possuía uma população estimada de 159 habitantes em 2020.